# Bibliomancie

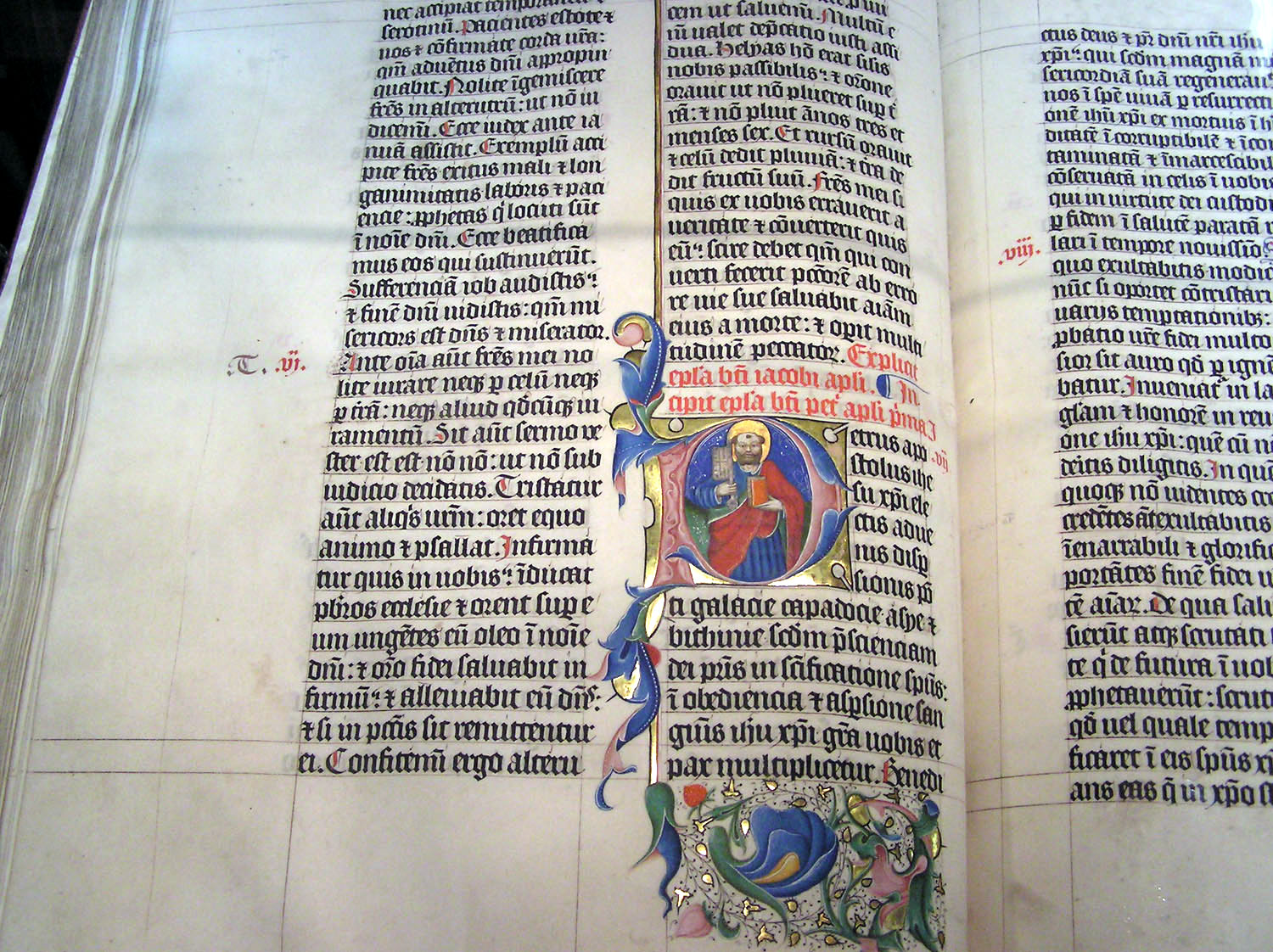
Bible ancienne ouverte

La bibliomancie (du grec βιϐλία [biblia] : livre  et μαντεία [manteia] : divination) est une pratique divinatoire consistant à ouvrir au hasard un écrit (livre sacré, recueil de poésie, etc.) et à tirer de la lecture d'un passage, également sélectionné au hasard, une prédiction ou une décision. Lorsque le livre choisi est un recueil de poésies, ce procédé est parfois appelé stichomancie (du grec στιχος [stichos] : vers) ou, plus rarement, rhapsodomancie (du grec ῥαψῳδός [rhapsōdos] : récitation).
On qualifie souvent de bibliomancie des techniques proches, telles que les sortes homericœ (sorts homériques)  et les sortes virgilianœ (sorts Virgiliens) de l'antiquité, les Sortes Sanctorum (sorts des saints) du monde chrétien, le Fal (bonne parole) des musulmans de Perse, etc. 

## Bibliomancie
Les termes de bibliomancie, ou de stichomancie lorsque le texte est en vers, recouvrent diverses pratiques qui ont comme point commun le fait que la lecture au hasard d'un fragment de texte, sacré ou profane, apporte la réponse à une question ou décide d'une action. Ces pratiques remontent à l'antiquité et se sont perpétuées jusqu'à nos jours sous des formes diverses.
« Cette manière de connaitre l'avenir, ou de s'instruire de la volonté du Ciel, a sans doute tiré son origine de l'usage où étaient la plupart des prêtres des Oracles de répondre en vers à ceux qui les consultaient ; elle a régné longtemps dans le paganisme, chez les Grecs comme chez les Romains, d'où il semble qu'elle a passé aux Chrétiens parmi lesquels elle s'est conservée pendant une longue suite de siècles. »

## Sorts homériques ou virgiliens

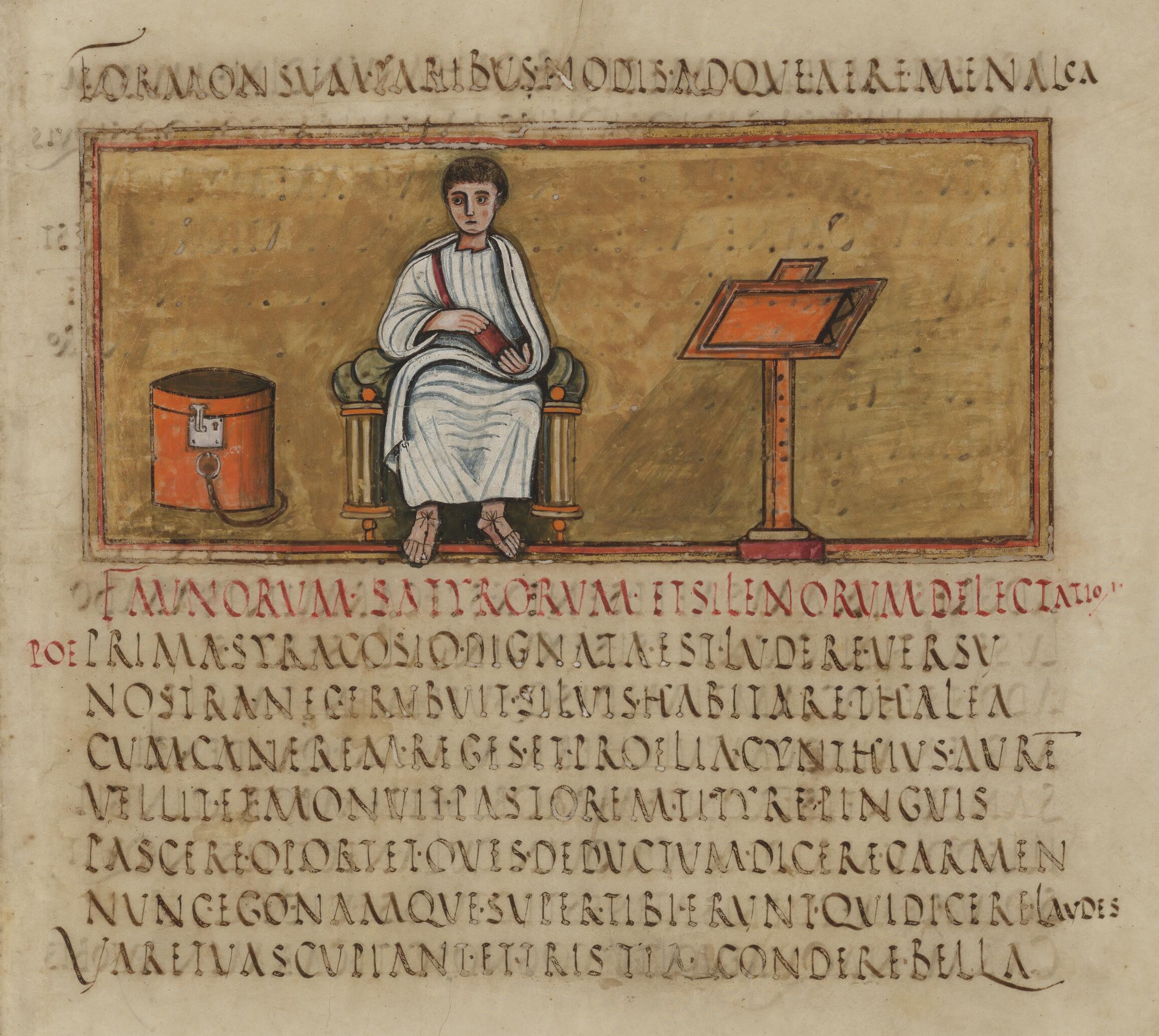
Vergilius romanus, manuscrit des œuvres de Virgile datant du V

L'antiquité avait recours à l'usage des « sorts homériques » (sortes homericœ) ou des « sorts virgiliens » (sortes virgilianœ), procédé consistant à choisir au hasard un passage d'un des poèmes d'Homère ou de Virgile et de tirer de l'interprétation d'un vers la réponse à la question posée. Cette stichomancie était fréquemment utilisée durant l'Empire romain comme en témoigne  ou au IVe siècle Saint Augustin :
« Puisqu’il arrive souvent, disait Vindicien, qu’en ouvrant à l’aventure le livre d’un poète avec l’intention d’y trouver quelque lumière dont on a besoin, on tombe sur tel vers qui s’accorde merveilleusement avec ce que l’on y cherche, bien qu’en le composant ce poète eût, sans doute, tout autre chose dans l’esprit, il ne faut pas s’étonner si, poussé par quelque instinct secret qui le maîtrise et sans même savoir ce qui se passe en lui, par pur hasard enfin et non par sa propre science, les réponses d’un homme s’accordent quelquefois avec les actions et les aventures d’un autre homme qui vient l’interroger. » — Les Confessions, Livre IV, Chap. 3.
François Rabelais consacre le chapitre X du Tiers Livre à ce procédé et aux divers emplois qu'en auraient fait Socrate et de nombreux empereurs romains : Opellius Macrinus, Alexandre Sévère, Adrian, Trajan, etc.
Alfred de Musset (1810-1857) les pratiquaient encore au XIXe siècle. Selon son frère Paul de Musset : « L'auteur avait un goût particulier pour les oracles virgiliens. Il s'amusait souvent à en tirer non seulement dans Virgile mais dans toutes sortes de livres. Le poète qu'il consultait avec le plus de confiance était Shakespeare ».

## Bath-Kol
Au sujet des sortes homericœ et des sortes virgilianœ, Alfred Maury avance que « Ce mode de consultation de l'avenir était un reste de celui que les Hébreux appelaient Bath-Col. ». Or, dans le Talmud, le Bath-Kol (fille de la voix, en Hébreu: בּת קול) n'est pas un texte mais une voix céleste qui transmet la volonté divine. Dans la pratique, il s'agit en général d'une voix entendue au hasard disant un texte ayant une relation avec un évènement en cours. C'est une manifestation de ce type qui est à l'origine de la conversion de saint-Augustin en 386. Dans ses Confessions il raconte, qu'alors qu'il était plongé dans une profonde affliction sous un figuier, il entendit une voix juvénile qui chantonnait « prends lis, prends lis ». Il y vit un message :  « Je réprimai l’essor de mes larmes, et je me levai, et ne vis plus là qu’un ordre divin d’ouvrir le livre de l’Apôtre, et de lire le premier chapitre venu. »

## Bible et évangiles

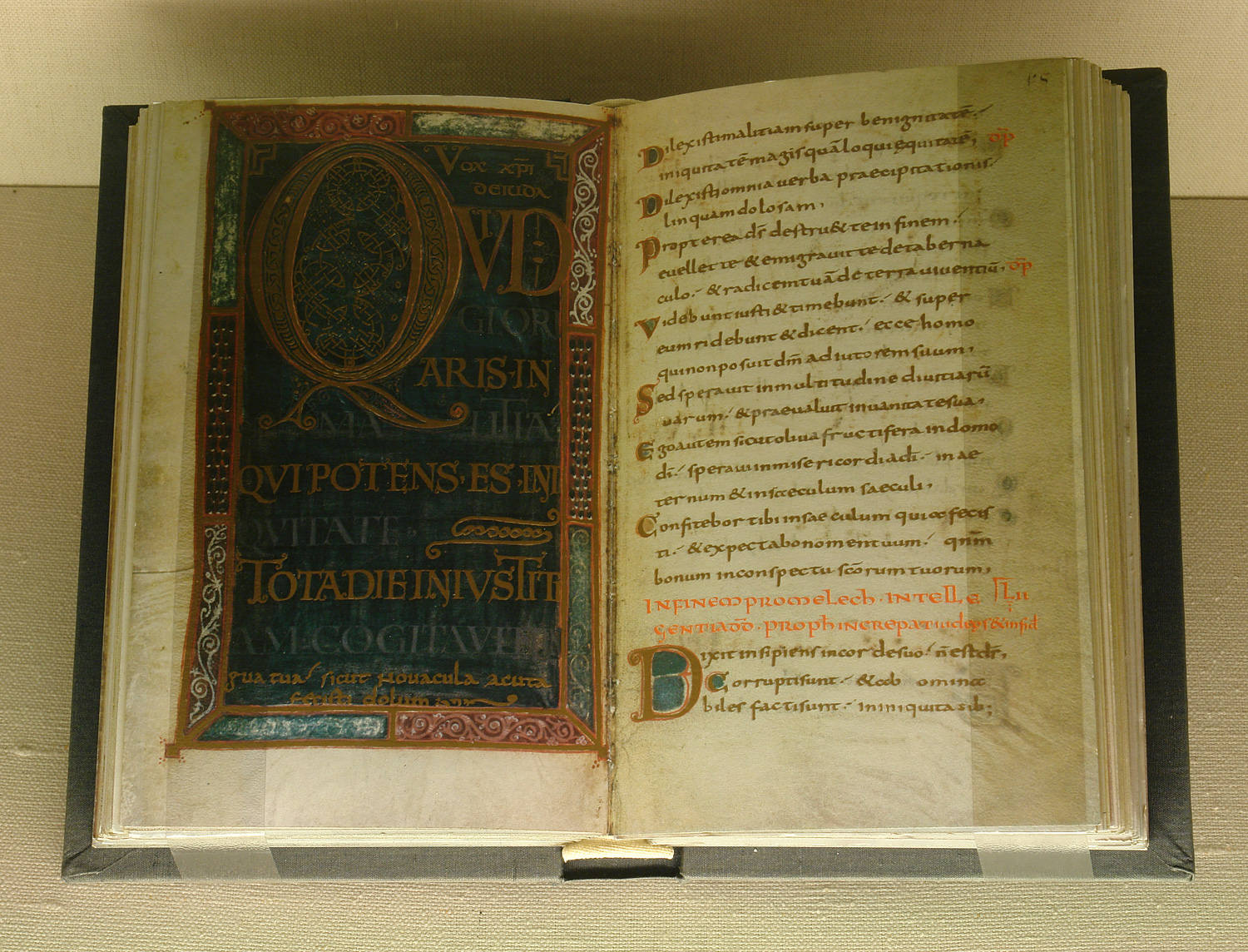
Psautier

Dès le IVe siècle, et durant le Haut Moyen Âge, les clercs pratiquaient fréquemment le tirage au sort d'un passage des Saintes Écritures pour orienter leurs choix. En 625, c'est en pratiquant la bibliomancie sur les évangiles que l'empereur byzantin Héraclius décida que c'est en Albanie qu'il ferait stationner ses troupes pour l'hiver. Plus tardivement, le tirage au sort de passages des évangiles pour décider de l'intronisation de quarante-deux évêques est attesté en Angleterre entre 1070 et 1129.
Dans de grandes occasions, on procédait de façon solennelle : on plaçait sur l'autel, le psautier, les évangiles et le missel et, à l'issue de la messe, on ouvrait au hasard les trois livres pour en extraire un passage. On considérait que l'oracle était parfait lorsque les trois textes concordaient. 
Au XVIIIe siècle, le prêtre anglican John Wesley (1703-1791), fondateur de l'Eglise méthodiste pratiquait la bibliomancie : « ...souvent il ne se déterminait dans sa conduite que d'après le passage de la Bible que le hasard lui avait offerte. »

## Sorts des saints ou des apôtres

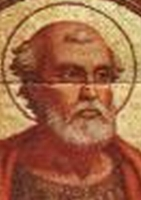
Le pape Gélase Ier qui classa les sort des saints parmi les apocryphes

Les sorts des saints (Sortes sanctorum), également appelés sorts des apôtres (Sortes apostolorum) semblent directement hérités des sorts Virgiliens de l'antiquité. Bien que souvent confondue avec la pratique consistant à ouvrir au hasard un livre canonique, les sorts des saints étaient des ouvrages spécifiques, composés de sentences faussement attribuées aux saints ou aux apôtres, dont le choix au hasard était censé donner la réponse à la question posée. C'est bien un livre spécifique que le pape Gélase Ier classa dans les ouvrages apocryphes en 494.  
Un exemplaire écrit en provençal, daté de la fin du XIIIe siècle, a été découvert au cours d'une démolition à Cordes à la fin du XIXe siècle. Il commence par une longue prière qui se termine par « Ce sont ici les sorts des apôtres ». Suivent cinquante-sept sentences qui correspondent chacune à un fil de couleur. On choisissait un fil au hasard et le texte correspondant était censé apporter la réponse à la question posée.
D'autres ouvrages d'oracles ont été également utilisés dans l'occident chrétien, tels que les Sorts de Saint-Gall au VIIe siècle ou les sortes XII Patriarchum, Prenostica Pitagorice et Prenostica Socratis Basilei aux XIIe et XIIIe siècles.

## Condamnations de l’Église
« Parmi les pratiques diverses de la divination il en est un à l'égard de laquelle les hommes les plus recommandables hésitèrent entre le préjugé et la loi, et à l'égard de laquelle le préjugé l'emporta durant longtemps sur la raison et la loi : nous voulons parler du sort des saints, douce et innocente superstition que rien ne saurait rendre légitime, il est vrai, mais à laquelle la piété sincère et la simplicité de foi qui l'inspirait, peuvent servir d'excuse. »
L’Église condamna ces pratiques à de nombreuses reprises. En 409 Gaudence de Brescia considéra que les sorts faisaient partie de l’idolâtrie.  Dès 461, le concile de Vannes promulgua dans son XVIe canon : « Sous peine d'excommunication, les clercs ne doivent se livrer à la divination par le sort des saints et la sainte écriture. » L'interdiction du concile de Vannes fut reprise dans le XLIIe canon du Concile d'Agde en 506 : « S'il se trouve des clercs ou des laïques qui, sous le voile de la religion, et au moyen de ce qu'ils appellent faussement les sorts des saints, (quas mentiuntur sortes sanctorum), exercent l'art de la divination et promettent de faire connaître l'avenir que tout clerc ou laïque, convaincu d'avoir enseigné cet art ou de l'avoir exercé, soit excommunié », par le premier concile d'Orléans en 511 
dans son XXXe canon : « Soient excommuniés ceux qui observent les divinations, les augures ou les sorts appelés faussement les sorts des saints » et par le premier synode diocésain d'Auxerre en 565.
Ces fortes interdictions ne semblent pas avoir été suivies de beaucoup d'effet car, encore en 1310, le synode de Trêves stipule dans un de ses canons : « Que personne ne promette de faire connaître l'avenir, soit au moyen de ce qu'on appelle les sorts des saints ou des apôtres, soit par l'inspection d'une écriture quelconque. »

## Dans le monde arabo-musulman

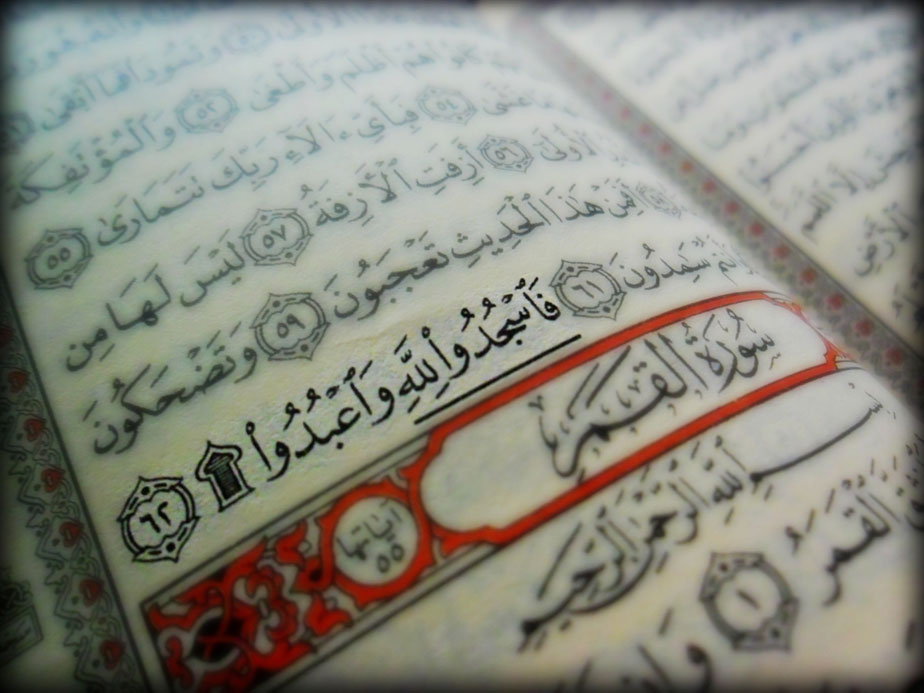
Coran ouvert

Bien que la divination soit condamnée par l'Islam, il existe une pratique dite « fal » (bonne parole) qui est attestée au XVIe siècle sous la dynastie Séfévides en Perse (Iran), et aussi dans les traditions ottomanes sunnites à la même période, et poursuivie au moins jusqu'au XIXe siècle. Le fal, ou istikhar, consiste à ouvrir au hasard un livre de poèmes, en particulier ceux du poète persan Hafez (XIVe siècle) et d'en tirer un présage. « Le poète Hafez se prête très facilement à ce genre d'interprétation à cause de la nature mystique de sa poésie et de la commodité qu'on a à isoler les vers de ses gazela en leur prêtant un sens plus ou moins approprié à la question qu'on pose. ». Les ouvrages de Djalâl ad-Dîn Rûmî sont aussi fréquemment utilisés à cette fin.     
On peut également ouvrir au hasard un Coran, soit pour en tirer directement un verset, soit pour en extraire une lettre qui renvoie à une liste de distiques (couplets) ajoutés à la fin de l'ouvrage et considérés comme étant la réponse à la question posée. La lecture directe du Coran doit se faire d'une façon précise : le musulman doit préalablement procéder aux ablutions rituelles. Puis, après avoir ouvert le Coran au hasard, il doit lire la septième ligne du feuillet droit, puis la septième ligne de la septième page avant et après. C'est de l'interprétation de la combinaison de ces trois lignes que ressort le présage. Le Fâlnâmeh est un manuel abrégé de bibliomancie qui indique les valeurs divinatoires des lettres de l’alphabet.

## Le Message Retrouvé
Le Message Retrouvé de Louis Cattiaux est un livre particulièrement adapté à la bibliomancie, de par sa forme qui présente plus de 4000 sentences ou versets disposés en deux colonnes. Les lecteurs du monde entier le consultent généralement de cette manière. Charles d'Hooghvorst, ami de Cattiaux, dira : "Ce livre peut être ouvert au hasard et c’est probablement ainsi qu’il parlera le mieux car il s’adresse directement au cœur, comme à son véritable interlocuteur, laissant de côté la plate raison qui continue à polémiquer depuis les temps éloignés de l'Antique Faute."

## L'ange des bibliothèques
Dans un ouvrage paru en 1972, l'écrivain Arthur Koestler mentionne quelques exemples d'un phénomène qu'il appelle « l'ange des bibliothèques ». Si, dans les exemples qu'il relate, il y a bien une relation avec un écrit, il s'agit en général de coïncidences relevant de la synchronicité et non de la recherche délibérée d'une réponse à un questionnement.

## Bibliomancie amusante

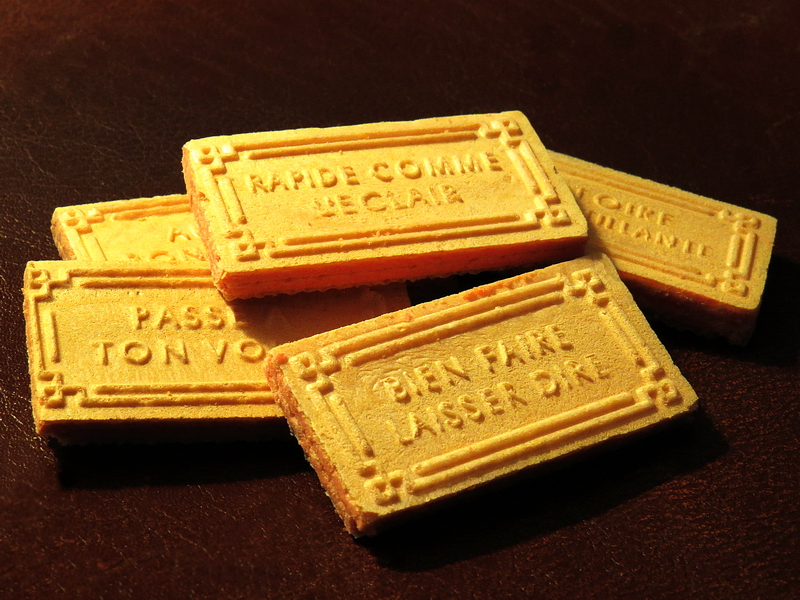
Gaufrettes à messages

Certaines gaufrettes portent des messages qui peuvent être interprétées comme des sentences s'appliquant à leur lecteur. C'est aussi parfois le cas sur des emballages de bonbons ou de morceaux de sucre.

## Méthode de dépistage des sorciers
Dans son Dictionnaire infernal (1863), Collin de Plancy indique, sans préciser ses sources, que ce terme recouvrait également une pratique très différente : on plaçait un livre sur le plateau d'une balance et un suspect sur l'autre plateau. S'il était plus lourd que le livre, il était déclaré sorcier ou magicien.

## Dans la littérature
L'usage de la bibliomancie est rapporté dans de nombreux romans :
Dans le Tiers Livre, Panurge cherche à prédire le sort de son mariage à l’aide des vers virgiliens sur les conseils de Pantagruel : 
« Apportez-moi les œuvres de Virgile, et, par trois fois avec l'ongle les ouvrant, explorerons, par les vers du nombre entre nous convenu, le sort futur de votre mariage », Tiers Livre, chap. X
Alfred de Musset a recours à la bibliomancie dans La Confession d'un enfant du siècle (1836) :
« Je saisis une vieille Bible qui était sur ma table, et l’ouvris au hasard. « Réponds-moi, toi, livre de Dieu, lui dis-je, sachons un peu quel est ton avis. » »

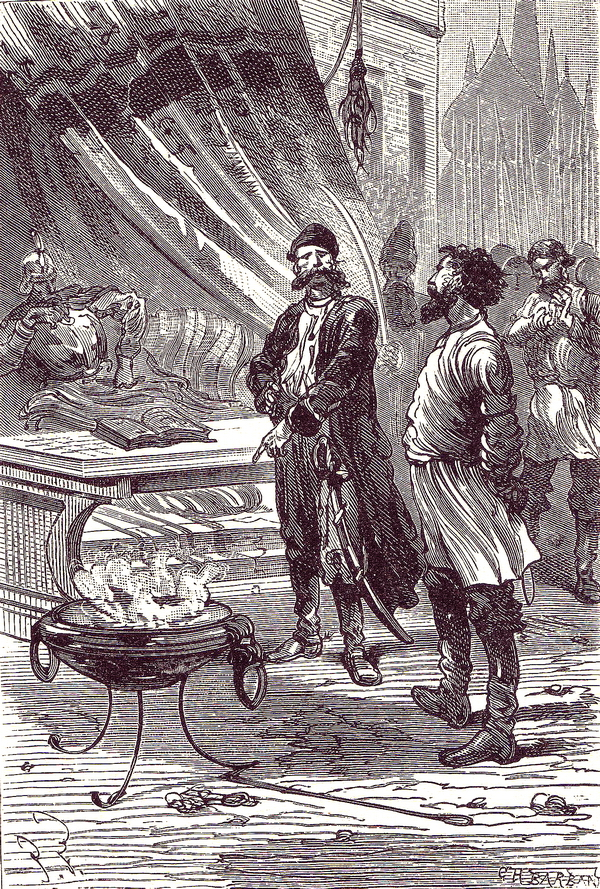
La sentence condamnant Michel Strogoff tirée d'un verset du Coran

Dans le roman de Wilkie Collins La Pierre de lune (1868), le narrateur Gabriel Bettredge, fervent admirateur de Daniel Defoe, emploie la bibliomancie en lisant au hasard des passages de Robinson Crusoé.
Dans le roman de Jules Verne Michel Strogoff (1876) :
« L'émir fit alors un geste devant lequel se courba toute la foule. Puis, il désigna de la main le Koran, qui lui fut apporté. Il ouvrit le livre sacré et posa son doigt sur une des pages. C'était le hasard, ou plutôt, dans la pensée de ces Orientaux, Dieu même qui allait décider du sort de Michel Strogoff. Les peuples de l'Asie centrale donnent le nom de « fal » à cette pratique. Après avoir interprété le sens du verset touché par le doigt du juge, ils appliquent la sentence, quelle qu'elle soit. L'émir avait laissé son doigt appuyé sur la page du Koran. Le chef des ulémas, s'approchant alors, lut à haute voix un verset qui se terminait par ces mots : Et il ne verra plus les choses de la terre. »
Un autre emploi est donné par Jules Verne dans un passage de son  roman L'Île mystérieuse (1874) :
« Monsieur Cyrus, je suis superstitieux. Ouvrez au hasard l'Évangile, et lisez-nous le premier verset qui tombera sous vos yeux. Nous verrons s'il s'applique à notre situation. »
Victor Cherbuliez fait référence à la stichomancie dans Après fortune faite (1896) :
« ...il trouva Mme Wheeler assise dans un fauteuil, tenant sa grande Bible sur ses genoux. Elle croyait, comme Whitefield, à la stichomancie. Ouvrant le livre saint au hasard, elle tirait du premier verset qui lui tombait sous les yeux des inductions sur le succès on l'insuccès de ses entreprises. »